# Ambrose Maréchal

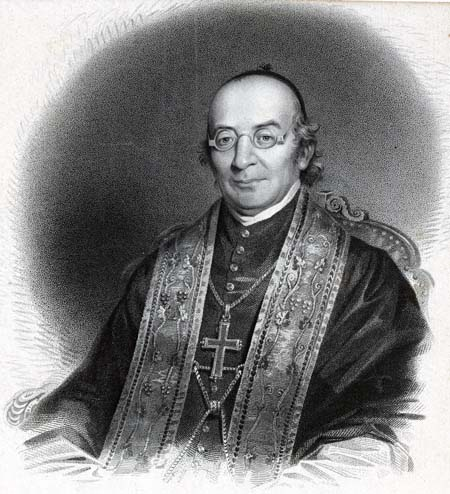
Erzbischof Ambrose Maréchal

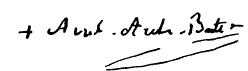
Signatur von Erzbischof Maréchal

Ambrose Maréchal PSS (* 5. Dezember 1768 in Ingré, Frankreich; † 29. Januar 1828) war ein französisch-US-amerikanischer Ordensgeistlicher und römisch-katholischer Erzbischof von Baltimore.

## Leben
Ambrose Maréchal trat dem Sulpizianerorden bei und empfing am 25. März 1792 das Sakrament der Priesterweihe.
Am 26. Januar 1816 ernannte ihn Papst Pius VII. zum Bischof von Philadelphia. Dieses Amt trat er jedoch nicht an. Stattdessen ernannte ihn der Papst am 4. Juli 1817 zum Erzbischof von Baltimore. Der Erzbischof von Boston, Jean-Louis Lefebvre de Cheverus, spendete ihm am 14. Dezember desselben Jahres die Bischofsweihe. Mitkonsekrator war der Bischof von New York, John Connolly.
Von 1822 bis 1825 war er zusätzlich Apostolischer Administrator von Richmond.